# Copenaghen Open 1998 - Qualificazioni doppio
Le qualificazioni del doppio  del Copenaghen Open 1998 sono state un torneo di tennis preliminare per accedere alla fase finale della manifestazione. I vincitori dell'ultimo turno sono entrati di diritto nel tabellone principale. In caso di ritiro di uno o più giocatori aventi diritto a questi sono subentrati i lucky loser, ossia i giocatori che hanno perso nell'ultimo turno ma che avevano una classifica più alta rispetto agli altri partecipanti che avevano comunque perso nel turno finale.
Le qualificazioni del doppio del torneo Copenaghen Open 1998 prevedevano 4 coppie partecipanti di cui una è entrata nel tabellone principale.

## Teste di serie
1. Devin Bowen /  Gastón Etlis (ultimo turno)

1. Tuomas Ketola /  Todd Larkham (Qualificati)

## Qualificati
1. Tuomas Ketola  /   Todd Larkham

## Tabellone

### Legenda
| - Q = Qualificato - WC = Wild card - LL = Lucky loser | - ALT = Alternate - SE = Special Exempt - PR = Protected Ranking | - w/o = Walkover - r = Ritirato - d = Squalificato |

|  | Primo turno | Primo turno                       | Primo turno                | Primo turno | Primo turno |  |  | Ultimo turno | Ultimo turno               | Ultimo turno               | Ultimo turno | Ultimo turno |  |
|  |             |                                   |                            |             |             |  |  |              |                            |                            |              |              |  |
|  | 1           | Devin Bowen Gastón Etlis          | 6                          | 2           | 6           |  |  |              |                            |                            |              |              |  |
|  |             | Gianluca Pozzi Davide Sanguinetti | 3                          | 6           | 4           |  |  | 1            | Devin Bowen Gastón Etlis   | Devin Bowen Gastón Etlis   | 3            | 0            |  |
|  | 2           | Tuomas Ketola Todd Larkham        | Tuomas Ketola Todd Larkham | 6           | 7           |  |  | 2            | Tuomas Ketola Todd Larkham | Tuomas Ketola Todd Larkham | 6            | 6            |  |
|  |             | Bob Borella Kristian Pless        | Bob Borella Kristian Pless | 1           | 6           |  |  |              |                            |                            |              |              |  |